# The Question Pre-Sale Exclusive
The Question Pre-Sale Exclusive (también llamado The Question EP) es el tercer EP de la banda emo Emery, el EP fue lanzado el mismo día que su segundo álbum de estudio, The Question, con la casa Tooth & Nail Records, el 2 de agosto del 2005.
El EP contiene cuatro canciones en acústico, dos de su primer álbum de estudio, The Weak's End y dos del álbum The Question, además de una canción nueva, Anne Marie, la que jamás fue lanzada.

## Listado de canciones
1. "The Ponytail Parades" (Acústico) - 4:21
2. "Left With Alibis And Lying Eyes" (Acústico) - 3:20
3. "As Your Voice Fades" (Acústico) - 3:50
4. "Listening To Freddie Mercury" (Acústico) - 2:53
5. "Anne Marie" - 5:13

## Créditos
Emery
- Toby Morrell - voces
- Josh Head - teclados, piano, sintetizadores, screams
- Matt Carter - guitarra principal, guitarra acústica
- Devin Shelton - voces, guitarra rítmica, guitarra acústica, percusión
- Joel "Chopper" Green - bajo

Personal adicional
- Dave Powell - batería, percusión

Producción
- Matt Carter - producción